# Sydney Railway Company
Sydney Railway Company (på svenska Sydneys järnvägsbolag), var ett järnvägsbolag i New South Wales i Australien som bildades formellt 1849. Företaget anlade Sydneys första järnväg men allt som arbetet fortskred blev det beroende på bidrag och kom småningom att övertas av regeringen. Första avtalet att anlägga järnvägen skrevs i mars 1851. Företagets tillgångar skrevs över till regeringen 3 september 1855. Järnvägen mellan Sydneys centralstation och Parramatta Railway Station invigdes 26 september samma år.

## Historia

### Företagets bildande (1846–1849)

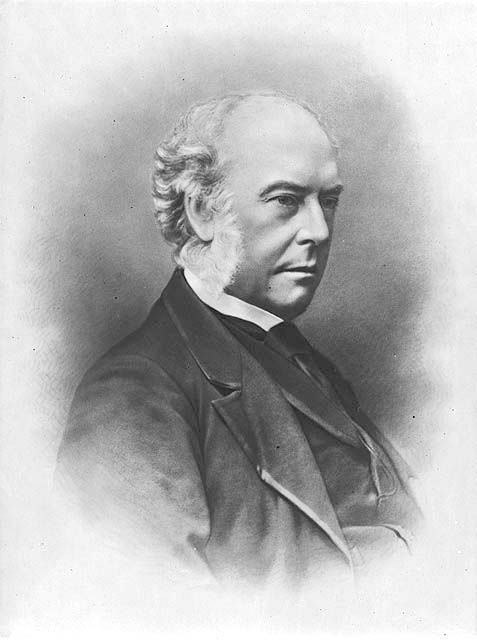
Charles Cowper.

Flera näringsidkare och parlamentsledamöter träffades i Sydney den 29 januari 1846 för att diskutera kolonins transportbehov. Som en följd av träffen bildades en grupp som gick vid namnet Provisional Committee (på svenska provisionella kommittén). Det beslutades att först satsa på en järnväg mellan Sydney och Goulburn. Det var även intresse att anlägga järnvägar mot andra orter och det togs fram uppgifter om den trafik som stod till buds mot Bathurst och Hunter Valley. I april 1846 hölls ett möte, som antas ha skett på Provisional Committees vägnar, i Goulburn för att inblanda näringsidkare i orten i planeringen och informationsframtagningen.
Kommittén träffade New South Wales guvernör, George Gipps, i maj 1846 för att diskutera och söka regeringens stöd för deras förehavande. Efter att ha anlitats som lantmätare i november 1846 avlämnade Thomas Woore sin rapport i januari 1848. Woore rekommenderade järnvägar mot Camden, Goulburn, Penrith och Windsor, med en sammanlagd längd på 177 engelska mil (cirka 285 kilometer). Med bevis att det gick att anlägga en järnväg mot Goulburn, och rapporter om trafikunderlag och eventuella intäkter som visade att järnvägen skulle gå med vinst, sattes igång arbetet att grunda ett järnvägsbolag. Provisional Committees nye ordförande, parlamentsledamoten Charles Cowper, lade fram kommitténs förslag för regeringen den 28 mars 1848. För att granska förslaget föreslog Cowper att ett utskott skulle bildas och kom också att väljas till detsammas ordförande. Utskottet rekommenderade att en järnväg borde anläggas, och förslaget kom även att vinna stöd från regeringen. Regeringen rekommenderade förslaget till guvernören som i sin tur rekommenderade förslaget i ett brev till Henry Grey, 3:e earl Grey.
Då det väntades att lagförslaget skulle stadfästas hölls ett möte 11 september 1848 för att inleda arbetet med att bilda ett bolag formellt. Ett aktieprospekt gavs ut 31 oktober 1848 och då marknadsfördes verksamheten under namnet Sydney Tramroad and Railway Company. Det var planerat att utfärda aktier till ett värde på 100 000 pund, detta understigande lagförslagets gräns på 500 000 pund. Tre veckor efter att prospektet hade givits ut hade det kommit in 84 ansökningar för sammanlagt 3612 aktier, motsvarande 18 procent av det planerade beloppet.
I april 1849 ansökte verksamheten om tillstånd att lägga fram ett lagförslag möjliggörande bildandet av ett företag vid namn Sydney Railway Company. Förslaget byggde på ett lagförslag från Kanada rörande järnvägsbolaget New Brunswick Railway. Lagförslaget stadfästes den 10 oktober 1849. För att bolaget skulle kunna bildas officiellt var det ett krav att minst 5000 aktier skulle säljas. Det första mötet för aktieägarna hölls 13 november 1849. På mötet meddelades att 6164 aktier hade sålts. Sex personer röstades fram till bolagets styrelse. Styrelsen sammanträffade nästa dag och röstade då fram Cowper, som redan var företagets verkställande direktör, till ordförande.

### Mot första spadtaget (1848–1850)

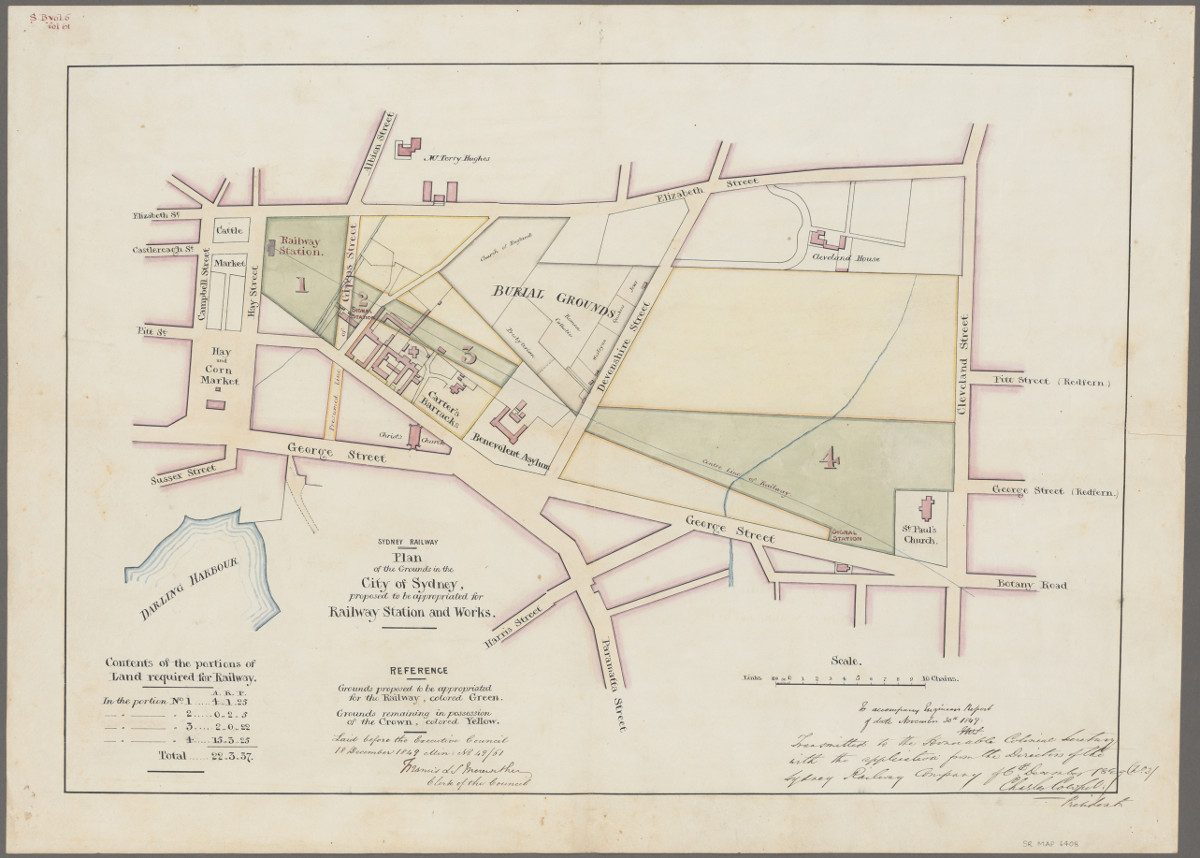
En plan från 1849 över järnvägens planerade dragning i Sydney. Tomtarna som kolonin överlät till Sydney Railway Company visas med siffror (1–4). Den tänkta platsen för slutstationen, 1, är till vänster. Stationen kom att uppföras nära 4.
Korsningen Cleveland Street/Botany Road finns längst ned till höger.

Provisional Committee annonserade i december 1848 efter en ingenjör och fick in sju ansökningar. Bland de ansökande fanns Woore och två ingenjörer med erfarenhet inom järnväg, R Bagot och Francis Webb Sheilds. Efter att ha kommit överens om anställningsvillkor lades ett förslag fram om Sheilds anställning vid ett sammanträffande av Provisional Committee 9 januari 1849. Vid mötet föreslogs två andra alternativ. Det första av dessa var att anställa både Bagot och Woore, det andra var att anställa Sheilds och Woore. Båda alternativ röstades ned. Sheilds skrev den 29 januari 1849 till Provisional Committee för att tacka ja till anställningen med start 1 februari.
Sheilds första uppgift var att kartlägga järnvägens dragning mot Liverpool och Parramatta. Sheilds valde en dragning norr om Woores förslag med en förgrening vid Haslam's Creek. Från Haslam's Creek skulle det anläggas två banor, en mot Liverpool och den andra mot Parramatta. I augusti 1849 rapporterade Sheilds att hans undersökningar mot Liverpool och Parramatta var färdiga och begärde då vidare arbete. Ungefär samtidigt hade Thomas Mitchell givit i uppdrag till en herr Shone att ta fram en dragning för en järnväg mot Goulburn följande Mitchells tidigare förslag för vägar mot detsamma. Detta med stöd från regeringen. Sheilds begärdes nu att kontrolleras Shones arbete och rapporterade i november 1849 att Shones föreslagna dragning var opraktisk.
Sheilds rapport om en järnväg mellan Sydney och Liverpool samt Parramatta offentliggjordes 13 november 1849. Den bestod av 26 handskrivna blad och innehöll flera ritningar och planer över banans sträckning och eventuella broar. Banan mot Haslam's Creek skulle vara cirka 10,5 engelska mil (cirka 16,9 kilometer) lång, bibanan mot Liverpool cirka 9 engelska mil (cirka 14,5 kilometer) och bibanan mot Parramatta cirka 4,5 engelska mil (cirka 7,2 kilometer). Sheilds rekommenderade att järnvägen skulle byggas enligt amerikanskt mönster. Detta innebar att järnvägen skulle anläggas med billig infrastruktur för att sedan upprustas med beständigare infrastruktur när det fanns tillräckligt med pengar. Detta till skillnad från brittiskt mönster där järnvägar anlades med beständig infrastruktur från början.
Företagets första markköp inleddes i december 1849 när styrelsen gav Sheilds tillstånd att köpa en tomt i hörnet Cleveland Street och Botany Road. Tomten låg där en tunnel under korsningen skulle anläggas. För att beviljas tillstånd att anlägga järnvägen erfordrades det av lagen att företaget skulle betala in 10 000 pund till kolonikassan och så skedde den 30 maj 1850. Nästan två månader tidigare, under början av april, hade företaget dock sökte offert på att inhägna platsen för den planerade slutstationen i Sydney. En tillställning anordnades för första spadtaget den 3 juli 1850.

## Fotnoter
1. ↑  New South Wales var en koloni fram till 1901 då det blev en delstat i och med bildandet av Samväldet Australien.
2. ↑  Stavningen Shields också förekommer.